# Oh Seong-ok
Oh Seong-ok (10 de outubro de 1972) é uma handebolista profissional sul-coreana, campeã olímpica.
Oh Seong-ok anotou 123 gols em cinco presenças em Olimpíadas, a recordista de presenças no feminino.

## Ver Tambem
- Lista de atletas com mais presenças nos Jogos Olímpicos